# إمارة القوقاز الشمالي
إمارة شمال القوقاز (بالروسية: Северо-Кавказский эмират) دولة إسلامية مستقلة (الإمارة الإسلامية الملكية تحت حماية الخلافة العثمانية)، والتي كانت موجودة على أراضي الشيشان ومناطق الجبلية الداغستانية، من سبتمبر 1919 إلى مارس 1920، حيث أصبح في عام 1920 جزءا من جمهورية روسيا السوفيتية الاتحادية الاشتراكية بحكم ذاتي.

## تاريخ
في منتصف عام 1918 بدأت اشتباكات شعوب الجبال مع الجيش المؤلف من متطوعي الشعب الروسي بقيادة دينيكين. حينها بدأ الجبليون بالتجمع حول الشيخ أوزون حجي، فدخلوا قرية فيدينو وأعلنوا الحرب ضد دينيكين.

في سبتمبر 1919 جاء إلى فيدينو رسول من السلطان التركي، وخلال لقاءه مع أوزون حجي أعلنوا عن إنشاء إمارة شمال القوقاز باعتباره إمارة ملكية مستقلة تحت حماية جلالته الخليفة العثماني محمد وحيد الدين السادس. واعترفت بدولة «إمارة شمال القوقاز» عشرة دولة.

كانت العاصمة المؤقتة للإمارة في قرية فيدينو الشيشانية. ومنح أوزون حجي لنفسه لقب: «صاحب الجلالة الإمام وأمير شمال القوقاز الشيخ أوزون حجي خير خان»

وتم تشكيل اللجنة لقيادة الدولة من ثمانية وزراء، برئاسة «الوزير الأعظم» «الأمير ديشنيسكي»، الذي كان أيضا القائد العام للقوات المسلحة لإمارة القوقاز الشمالية. وضمت اللجنة الحكومية:

وزير الديوان اللواء «الحاج قائم».

وزير الشؤون الخارجية والعسكرية والقانون كابتن «إنالوك ديشنيسكي»

وزير التجارة والأغذية والصناعة اللواء «محمد خانخويف»

وزير الزراعة والملكية الدولة، الجنرال «بلال شميليف»

وزير الحرب اللواء «شيتا إستامولوف»

وزير الدولة، والنقل والبريد والتلغراف اللواء «كوسي بايتشالييف»

وزير الشؤون الداخلية اللواء «خبليه بيسلينييف»

وكان وزير المالية عبد العظيم عبد الله يف يتحدث بالعربية والروسية.

وكان «ديشنيسكي» يشغل أيضا منصب وزير العدل والتربية والشؤون الأوقاف.

وتم تقسيم الدولة إلى «نائبية» (المناطق بقيادة نوابوكانت تستند على القوانين الشرعية الإسلامية.

بحلول يناير 1920 م ضمت إمارة شمال القوقاز أراضي داغستان والشيشان وأنغوشيا وأوسيتيا. وفي ذلك الوقت فإن عددا من القادة هربوا وانضموا إلى البلاشفة. وفي عام 1920، بعد وفاة أوزون حجي ألحق أراضي الشيشان وداغستان وأنغوشيا، أدرج في جمهورية روسيا السوفيتية الاتحادية الاشتراكية بحكم ذاتي. وكان أوزون حجي في حياته معارضا للروس ومقاوما ضدهم، ووفقا لبعض المؤرخين، من الممكن أن يكون مقتولا بأيديهم.

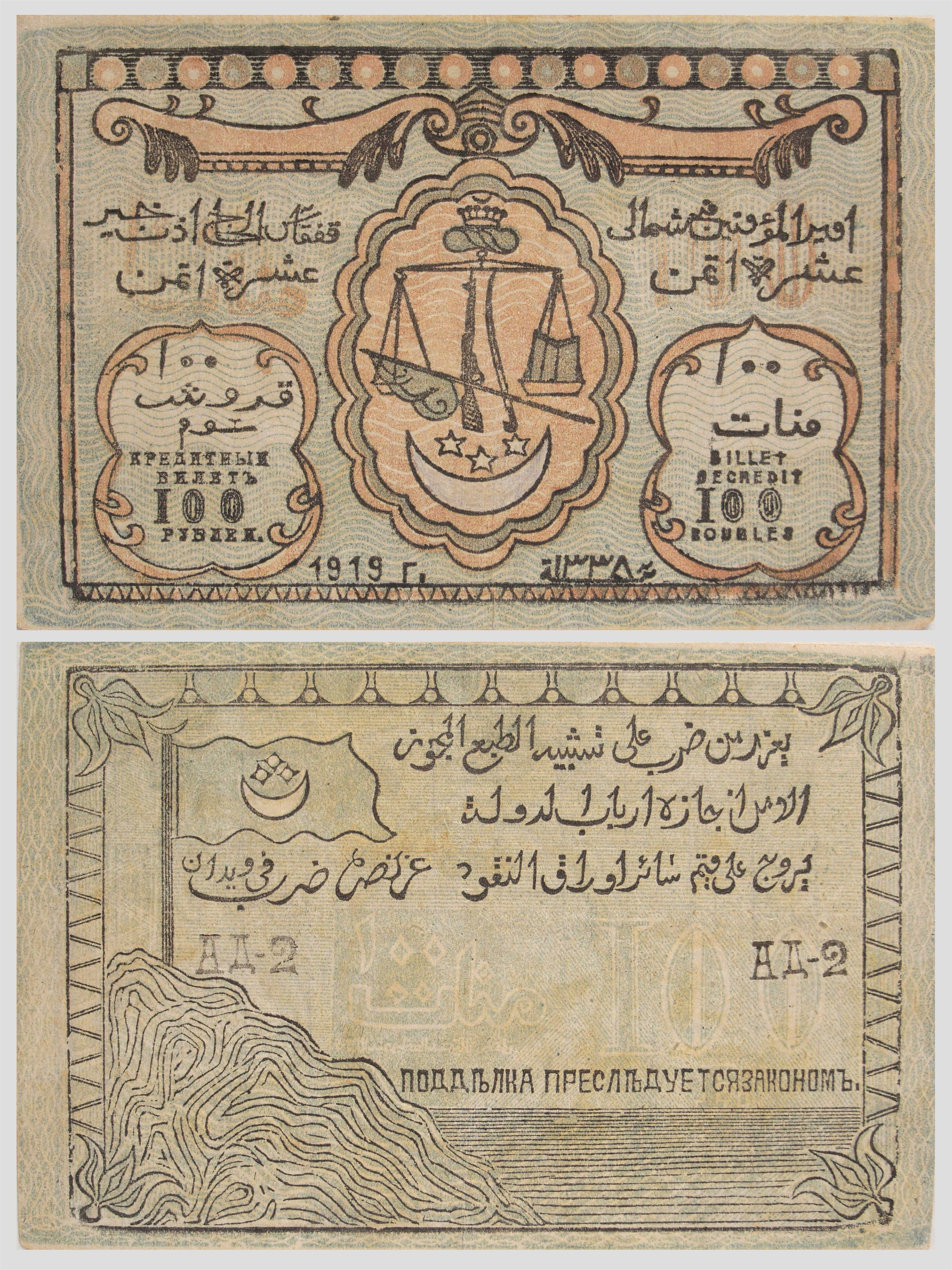
مائة منات لإمارة شمال القوقاز